# Симедиана
Симедианите са три геометрични прави в триъгълника, построени като отражения на медианите спрямо ъглополовящите, излизащи от съответните ъгли на триъгълника. Ъгълът, който се образува между симедианата и ъглополовящата, излизащи от даден ъгъл на триъгълника, е равен на ъгъла, който се образува между ъглополовящата и медианата от същия ъгъл. Още се казва, че медианата и симедианата са изогонално спрегнати. Терминът „симедиана“ (symmedian) е комбинация от „симетрия“ и „медиана“, тъй като симедианата е осевосиметрична на медианата спрямо ъглополовящата.
Както трите медиани се пресичат в една точка – център на тежестта (центроид) и трите ъглополовящи – център на вписаната в триъгълника окръжност, така и трите симедиани се пресичат в една точка, наричана Точка на Лемоан (във Франция и Великобритания) или Точка на Гребе (в Германия). Според математика Рос Хонсбергер, съществуването на тази точка е „един от бисерите в короната на модерната геометрия“.